# يوهانس شونر

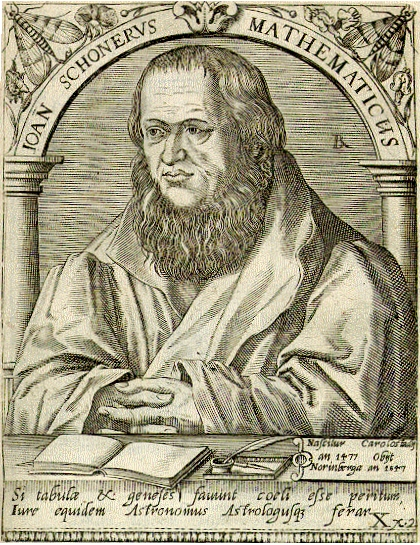
يوهانس شونر

يوهانس شونر (بالألمانية: Johannes Schöner) ‏ (16 يناير 1477 في كارلشتات آم ماين – 16 يناير 1547 في نورنبرغ) هو موسوعي ألماني معروف. كثيراً ما يُشار إليه باستخدام المصطلح اللاتيني الذي يعود للقرن السادس عشر "ماثيماتكوس"، فيما كانت مجالات الدراسة التي كرّس حياته لها مختلفة جداً عن تلك التي تُعتبر الآن في مجال الرياضيات. كان شونر قس وعالم فلك ومنجم وجغرافي وراسم للدنيا وراسم للخرائط ورياضي وصانع كرات أرضية وآلات علمية ومحرر وناشر للاختبارات العلمية. ذاع صيته على المستوى الأوروبي كصانع كرات وراسم دنيا إبداعي ومؤثر، وكأحد أبرز منجمي القارة وأجدرهم بالثقة.

## مراجع

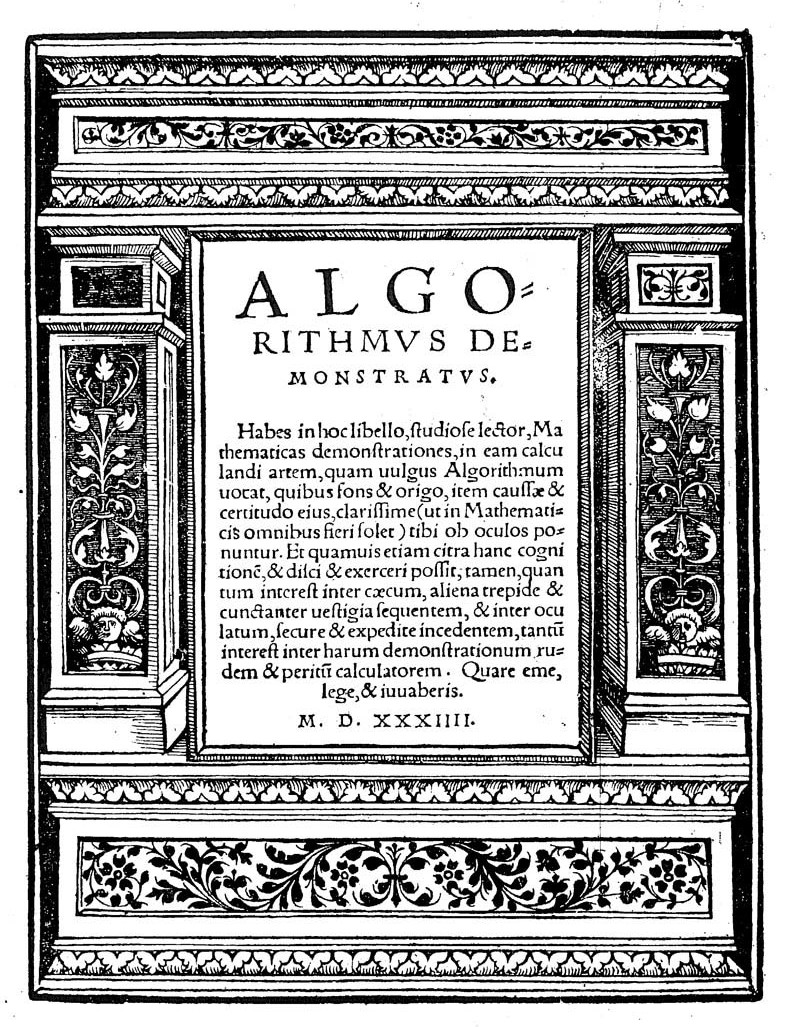
Algorithmus demonstratus, 1534

## وصلات خارجية
من Lessing J. Rosenwald Collection على مكتبة الكونغرس:
- Joannis Schoneri Carolostadii Opusculum Astrologicum
- Opera mathematica Ioannis Schoneri in vnvm volvmen congesta ...
- Luculentissima quaedam terrae totius descriptio. also at:
- Carolostadii Opusculum astrologicum (نسخة عام 1539). من قسم الكتاب النادر والمجموعة الخاصة في مكتبة الكونغرس